# Viviane Orou Tama
Viviane Orou Tama est une femme politique béninoise née le 16 septembre 1963 à Banikoara. Elle est élue députée du Bénin lors des élections législatives du 08 janvier 2023.

## Biographie

### Enfance
Viviane Orou Tama naît le 16 septembre 1963 à Banikoara. 

### Parcours
Elle est une enseignante à la retraite.  
Avant son élection dans la 8e circonscription électorale pour le compte du parti Les Démocrates, elle est élue municipale de la ville de Parakou et ancienne présidente de l’Union des femmes conseillères de l’Alibori, du Borgou et des Collines.